# بارسبرغ
بارسبرغ (بالألمانية: Parsberg) هي بلدة ألمانية تقع في ألمانيا في مقاطعة نويماركت إن دير أوبربفالتز ‏. يقدر عدد سكانها بـ 6,472 نسمة .

## أعلام
- قسطنطين هيرل
- يورغن شميد